# メロン・フィナンシャル
メロン・フィナンシャル・コーポレーション (Mellon Financial Corporation) は、メロン財閥の金融持株会社。1869年ピッツバーグを本拠に「メロン銀行」として創業した。商業銀行業務を伝統としてきたが、1972年に持株会社となった。メロン・フィナンシャルは2007年7月にバンク・オブ・ニューヨークと合併し、バンク・オブ・ニューヨーク・メロンとなった。

## 概要
1946年からの社名がメロン・ナショナル・バンク・アンド・トラスト・カンパニーだった。トラストを冠するメロンは信託業務も行っており、すでに1960年代は企業年金の受託実績で上位を占めていた。一つの運用法として、メロンが窓販を請け負っていたドレフュス・ファンドがあった。企業年金だけでなく大衆にも同ファンドは大ヒットした。ノーロードのミューチュアル・ファンドだったから、というのは表面的な説明である。メロンは戦前ライト・パットマンの挑戦をうけたときから証券のプロであり、戦後フィンテックを先駆けてコンピュータを導入した。60年代からウイングの広い経営を展開、シャドー・バンキング・システムを拡大してきたのである。マイケル・ミルケンが逮捕されて作戦を練り直し、90年代から経営の主軸を据えた。それが信託であり、アセット・マネジメントであった。コーポレート・ファイナンスとしては証券化であった。OTD金融へは、商業銀行としてではなく、シャドー・バンキング・システムとして参加したのである。それもシステムの上位、すなわちカストディ業務やプライベート・バンキングを担ったのである。
メロン・グローバル・インベストメンツ・ジャパンは投資銀行業務などの金融業務を行った（新生銀行立ち上げなど）。

## ペンシルベニアの支配者
1813年、アイルランドのジャガイモ農場にトーマス・メロンは生まれた。5歳のときペンシルベニア州へ移住してきた。彼は1839年に弁護士となったが、不動産投資、建設投資、モーゲージ貸付の方でより多くの財産を築いた。この意味でメロンは投資銀行から出発したといえる。南北戦争後の1869年、トーマス・メロン判事は公務を引退し、トーマス・メロン商会をピッツバーグに構えた。それが栄える一方で、息子も自分の銀行を開いた。1873年恐慌のとき、メロンは他行のように営業をやめたりしなかった。
恐慌は大不況の国際貨幣会議にまで発展した。1882年、トーマスは経営をアンドリュー・メロンに任せ、息子のジョージをともない、アイルランド、スコットランド、イングランドを訪れ、各国の実家を訪れている。
トーマス・メロン商会は1902年に国法銀行となった。ニッカーボッカー信託会社（現バンク・オブ・ニューヨーク・メロン）の営業停止で1907年恐慌が表面化。1908年トーマスが死亡、海外事務所を設置。息子のアンドリューとリチャード（Richard B. Mellon）は、ガルフ・オイルやアルコアを支配し、トーマスの遺産をメロン財閥へ育て上げた。

## メルバンク・ガバメント
1921年、アンドリューは財務長官として指名された。家業はリチャードが取り仕切った。メロン財閥は、メロン国法銀行と、信託業務を営む州法銀行（Union Trust and Union Saving）の両方をもっているという強みがあった。事実上、連邦内のどの事業にも資金を供給できる位置にあった。1929年リチャードはメルバンク証券（Mellbank Security）を設立した。これは世界恐慌で西ペンシルベニアの数え切れない小規模銀行を救済した銀行持株会社であった。1933年リチャードが死ぬと、息子のリチャード・キング（Richard King Mellon）が社長となった。20世紀なかごろまでに、メロンはキャッシュ・マネジメント技術における信頼を獲得した。
キャッシュ・マネジメント技術開発の原動力となったのは、第二次世界大戦中に制度化された合同運用信託だった。メロンは1955年に初めてコンピュータを導入した。1958年、メルバンク地域手形交換所を設立した。ここでコルレスバンクの取引を夜間処理した。アルコア社長であったアーサー・デイビス（Arthur Vining Davis）は1956年まで最大株主であったが、在職中からフロリダの不動産を買い占めつづけたので、1960年代の初めに5億ドルの個人資産を築いた。メロン家遠縁のエバンス（Thomas Mellon Evans）は、メロングループから貸付を得て企業買収を何件も達成したのであるが、中でも1959年のクレーン社（Crane Co.）をテークオーバーしたことは特筆に値する。なぜなら、一般的にベンダーの製造で知られる同社が、実は紙幣を製造しているからである。

## ナショナル・コーポレーション
メロン国法銀行は1967年ペンシルベニア州の信託財産の1/3を支配していたが、同年同行の社長兼会長にジョン・メイヤー（John A. Mayer）が就任した。同1976年にはライト・パットマン（Wright Patman）が商業銀行の支配関係について報告書を提出しており、メロン国法銀行がピッツバーグ都市圏預金の52.1％を占めていたことや（1966年6月）、同行がナショナル・ユニオン保険（National Union Fire Insurance Company of Pittsburgh, now American International Group）と5件以上の役員結合関係にあること、かたや都市圏預金の21％を占めたピッツバーグ国法銀行（旧第二合衆国銀行）は、ケミカル（現JPモルガン・チェース）やバンカーズ・トラスト（現ドイツ銀行）を相手に取締役を交換しているということを示した。時代はセカンダリー・バンキング市場を加熱させていた。オイルショック目前の1971年ジョン・メイヤーが、引退までを目途にトップダウン経営に転換すると発表した。グループのピッツバーグ銀行では、PPGインダストリーズ社長を父にもつヒギンズが副社長から社長へ昇進した。1972年にメロン・ナショナル・コーポレーションという持株会社をつくり、メロン・ナショナル・バンク・アンド・トラスト・カンパニーを保有した。1973年にエクイティ・ファンディング事件がおこって、1975年REITの新しい会計基準が策定された（Tax Reform Act of 1976）。利回りの減ったREITは市場が崩壊、全米市場システムを整備する運びとなった。政治とずぶずぶのメロンがREITを買っているわけがなかった。代わりに統計処理用ソフトウェアの開発へ投資をしていた。1977年、アレゲーニー会議（Allegheny Conference）にメロングループの重役が定員26人中21人も出席していた。

## 租税が投信と年金へ循環
トランス・アラスカ・パイプラインの完工により、メロンなどの大銀行は電力公債を引受けた。
1982年にメロングループの資産は190億ドルを超えて、1987年までにその資産を2倍近くへ増加させた。
1983年ギラード銀行（Girard Bank）を買収した。前節のパットマン報告書によると、ギラードはフィラデルフィア5大銀行の一つであり、5大銀行同士で役員結合が行われていた。ギラードは1951年にコーン・エクスチェンジ・バンク（Corn Exchange Bank）と合併、1978年にジョージというATMネットワークを導入していた。1987年、メロンが第三世界の財政危機で損失を計上、会長が交代してフランクになった（Frank Cahouet）。フランクはクロッカー（Crocker National Corporation）元会長であったが、そのクロッカーがウェルズ・ファーゴに売却されたのでメロンで続投した。フランクはマッキンゼーを重用した。国家や自治体の財政を調べてビジネスへつなげるのがマッキンゼーのコンサルタントであって、そこへメロンの地力が加わり財政難自治体法ができた（Financially Distressed Municipalities Act）。これにもとづいて、メロンは1990年にPSFS（Philadelphia Savings Fund Society）の54支店を買収した。1993年、自社株式250万株と13億ドルでサンフォード・ワイルのスミス・バーニー・シェアソンからボストン・カンパニーを買収した。同社は企業年金の受託者として業界上位の実績をあげていた。これによってメロンは資産運用やカストディサービスに強くなった。1994年にドレフュス商会と合併した。ドレフュス商会はカール・アイカーンを輩出している。

## ドレフュス・コーポレーション
ドレフュス商会（Dreyfus Corporation）＝ドレフュス・ファンドは、しばしば英語の発音によりドレイファスと書かれている。創業者であるジャック・ドレフュスは下積みで職場を転々としており、典拠の情報が年号日付に乏しい。第二次世界大戦参戦手前、ニューヨーク証券取引所会員権の価格が下がり続け、ブローカーやランナーが地方から押し寄せた。苗字は気になるが、ジャックはそうしたおのぼりさんの一人だった。1947年からのブローカー時代、バヘ商会（Bache & Co., now Prudential Securities）の注文を執行していた。儲からないので広告会社に転身した（Doyle Dane and Bernbach）。ここから独立する形でジャックはネズベット・ファンドを立ち上げたが、後にドレフュス・ファンドに改名した。生きたライオンがウォール街をのし歩くテレビCMを考案し、何回も流してミューチュアル・ファンドを売りまくった。50万ドルの運用額につき手数料2500ドルという勉強ぶりであった。1961年にアイカーンが入社した。1965年にドレフュス・メディカル・ファンデーションを設立した。1970年ドレフュスはムーア・シュレイ証券と合併した。1962年から1974年までアラン・グリーンスパンが重役を務めた。そしてハワード・スタイン（Howard Stein）の時代がやってきた。バヘ商会で鍛えられた彼はノーロードファンドをつくったうえ、州地方債の非課税利子を組み入れた「非課税MMF」も開発した。
1982年にドレフュスはリンカーン・ステート・バンクを買収し、ドレフュス消費者銀行を設立したが1989年に売却した。1994年にドレフュスはメロンに買収された。スタインはドレフュス会長として据え置かれた。2000年5月にドレフュスは誇大広告で証券取引委員会へ295万ドルを払った。2001年にドレフュス会長兼社長のクリス（Christopher M. “Kip” Condron）が保険会社のアクサへ移った。ドレフュス・ファンドは、2014年に新興国市場をねらったファンドを立ち上げるまで国際投信を運営している。

## 受託資産というビッグデータ
メロン・フィナンシャルの歴史へ戻る。1995年、メロンはケミカルと合弁会社をつくった（Chemical Mellon Shareholder Services）。これは管理株主数が当時で全米最大の証券代行受託会社である。安定した手数料収入が期待できた。1996年にはCIBCと共同出資で、カナダでの法人向け信託業務とカストディサービスを統合した。1998年にはABNアムロ銀行と共同出資でグローバルなカストディサービスを強化した。1999年マックギン（Martin G. McGuinn）が社長兼会長となった。商業銀行から資産運用へシフトが進んだ。2001年ロイヤルバンク・オブ・スコットランドのシチズン（Citizens Financial Group）へ東部3州の支店網を売却した。住宅ローン、クレジットカード、企業向けの資金決済サービスなども事業売却してしまった。そしてフランク・ラッセル（Frank Russell）と共同出資で、機関投資家向けのグローバルな資産運用評価・分析サービスを提供するようになった。
2003年9月にミューチュアル・ファンド業界にスキャンダルが起こり、年末から再発を防ぐため投資顧問等の規制が1年がかりで敷かれた。2004年にアルコアの特殊化学部門がプライベート・エクイティ・ファンド（Rhône Group）に買収された。
2006年にメロンとバンク・オブ・ニューヨークの合併が決まるとき、ゴールドマン・サックス・ヴィンテージ・ファンドがメロン・フィナンシャルから14億ドルのプライベート・エクイティ受託資産を買収した。